# Томуцешть
Томуцешть, Томуцешті (рум. Tomuțești) — село у повіті Алба в Румунії. Входить до складу комуни Ваду-Моцилор.
Село розташоване на відстані 330 км на північний захід від Бухареста, 62 км на північний захід від Алба-Юлії, 65 км на південний захід від Клуж-Напоки, 149 км на північний схід від Тімішоари.

## Населення
За даними перепису населення 2002 року у селі проживали 119 осіб, усі — румуни. Усі жителі села рідною мовою назвали румунську.